# Lotte Berger

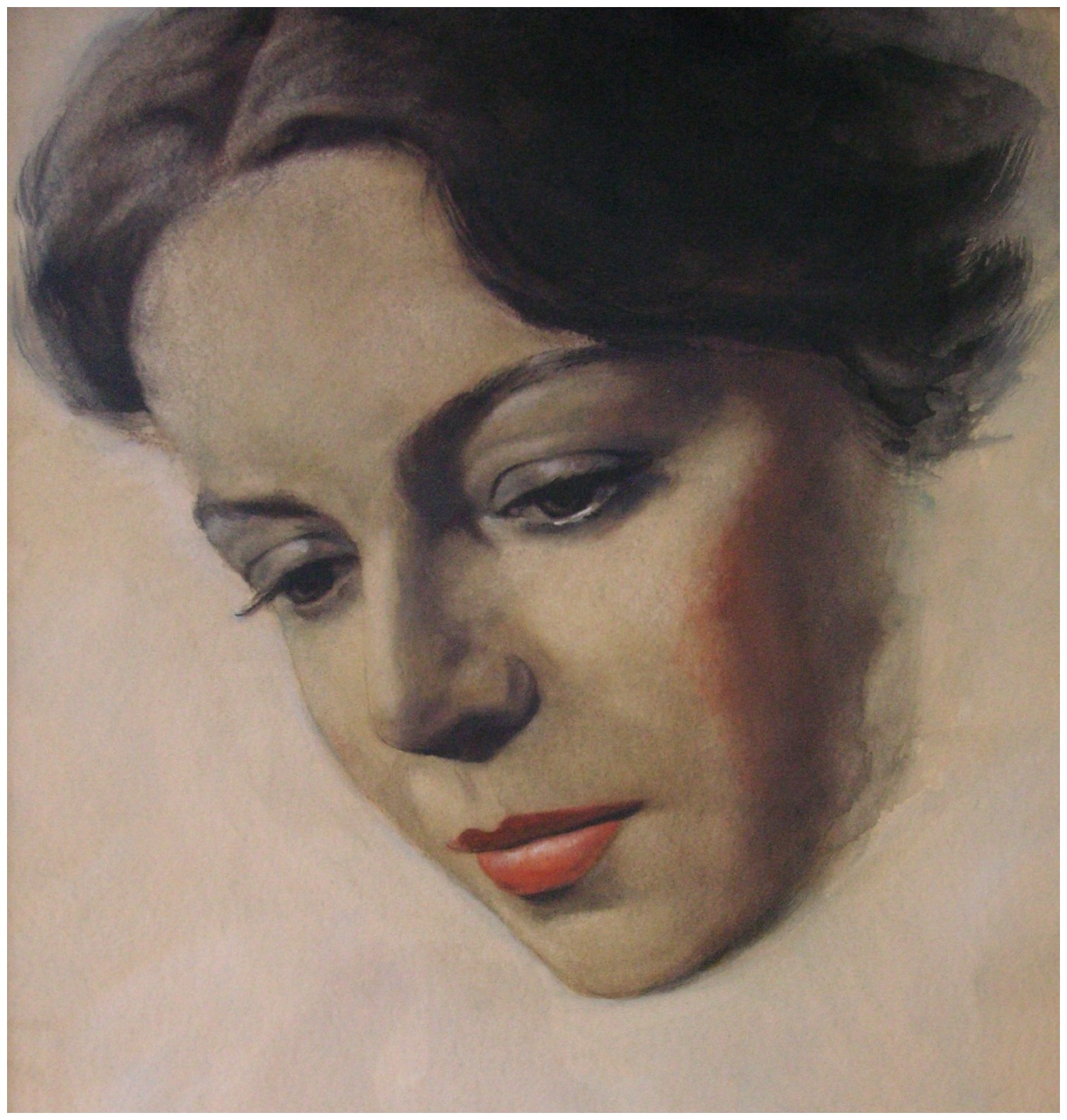
Lotte Berger, Illustration von Helmuth Ellgaard 1939.

Lotte Berger verh. Ellgaard (* 3. April 1907 in Plauen; † 14. Mai 1990 in Kiel) war eine deutsche Schauspielerin der 1930er Jahre. Sie war hauptsächlich in Norddeutschland tätig.

## Leben
Lotte Berger wuchs in einfachen Verhältnissen auf. Als  sie 18 Jahre alt war, nahm sie heimlich Schauspielunterricht in Abendkursen. Sie begann ihre Theaterkarriere am Stadttheater Plauen im Fach „junge Naive“.
Sie arbeitete an verschiedenen Theatern im norddeutschen Raum, 1931 kam sie nach Rostock und 1933 nach Memel am Kurischen Haff (heute Litauen). 1934 kam sie an das Stadttheater in Kiel (heute Theater Kiel), wo sie sich zur Charakterdarstellerin entwickelte.
Im Laufe der Jahre spielte sie in Kiel unter dem zur Spielzeit 1935/1936 neu verpflichteten Generalintendanten Hanns Schulz-Dornburg viele Hauptrollen. Besonders mit der Titelrolle in dem Stück Die Primanerin  wurde sie bekannt. Zu ihren Kollegen gehörten unter anderem die später durch Film und Fernsehen bekannt gewordenen Schauspieler Dieter Borsche, Willi Fritsch, Hans Christian Blech und Inge Meysel. Am 23. Januar 1939 gab sie ihre Abschiedsvorstellung in Kiel.
Im selben Jahr heiratete sie den Zeichner Helmuth Ellgaard, den sie am Theater kennengelernt hatte, wo er als Bühnenbildner arbeitete; der Ehe entstammten zwei Söhne, Peter (1940) und Holger (1943–2023). Nach 1939 gelang es ihr nicht wieder, ein Theaterengagement zu erhalten. Lotte Berger starb im Alter von 83 Jahren in einem Altersheim in Kiel. Sie und ihr Ehemann sind auf dem Friedhof in Heikendorf begraben.
In einem kurzen Nachruf schrieben die Kieler Nachrichten am 23. Mai 1990: „In Kiel begeisterte sie ihr Theaterpublikum.“

## Theaterrollen (Auswahl)
Einige der Rollen Lotte Bergers am Kieler Stadttheater, in Klammern die Rollenfigur:
- 1936: Die Ratten, Drama von Gerhart Hauptmann (Selma Knobbe)
- 1936: Der gestiefelte Kater, Märchen der Brüder Grimm (Der Kater)
- 1936: Die vier Gesellen (Ja, ja die Liebe) Bühnenstück von Jochen Huth (Eine der vier Freundinnen)
- 1937: Krach im Hinterhaus, Komödie von Maximilian Böttcher (Edeltraut Panse)
- 1937: Wie es euch gefällt, Drama von William Shakespeare (Kätchen)
- 1937: Die Mitschuldigen, Lustspiel von Johann Wolfgang von Goethe (Sophie)
- 1938: Was ihr wollt, Drama von William Shakespeare (Maria)
- 1938: Peterchens Mondfahrt, Märchen von Gerdt von Bassewitz (Peter)
- 1938: Die Freier, Drama von Joseph von Eichendorff (Flora)
- 1939: Die Primanerin, Bühnenstück von Sigmund Graff, nach einer Novelle von Alexander Turmayer  (Titelrolle)

## Rollenfotos

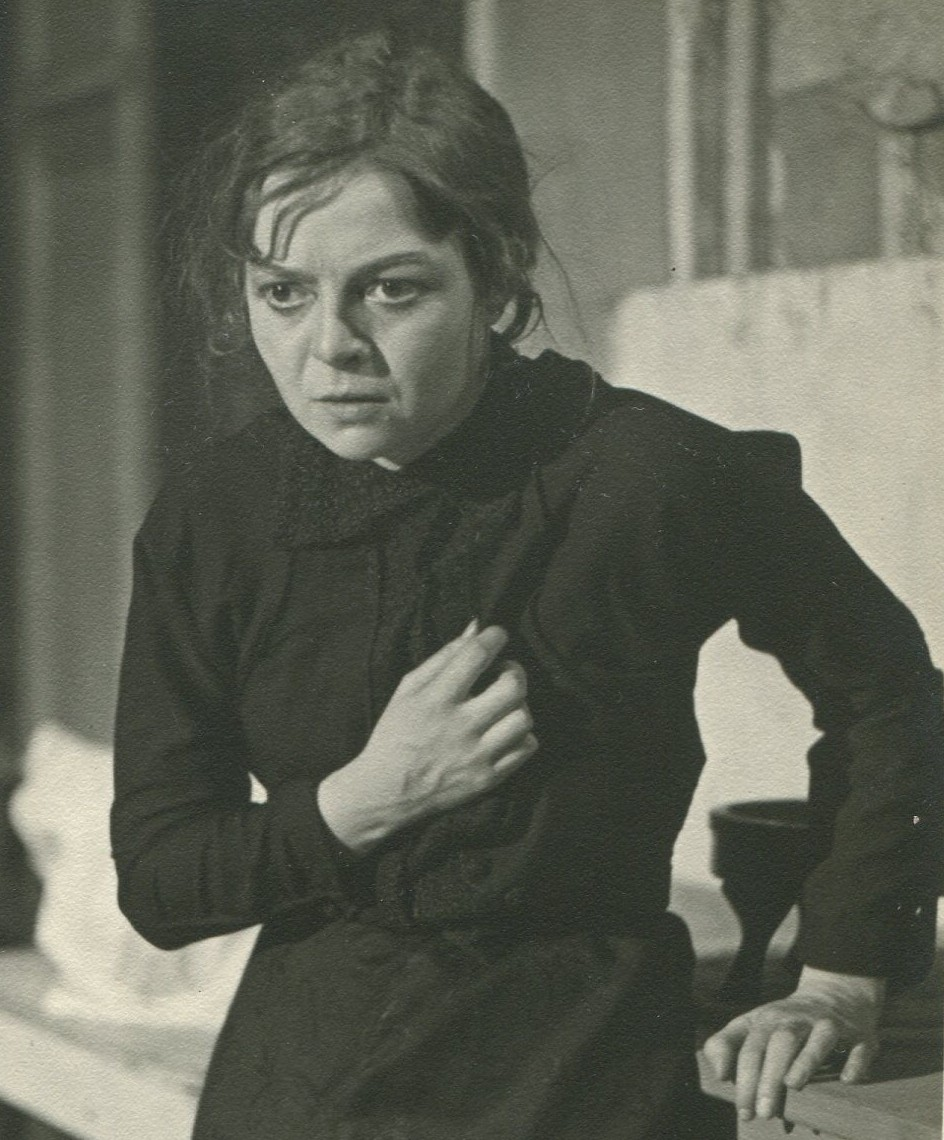
Als Selma Knobbe in Die Ratten
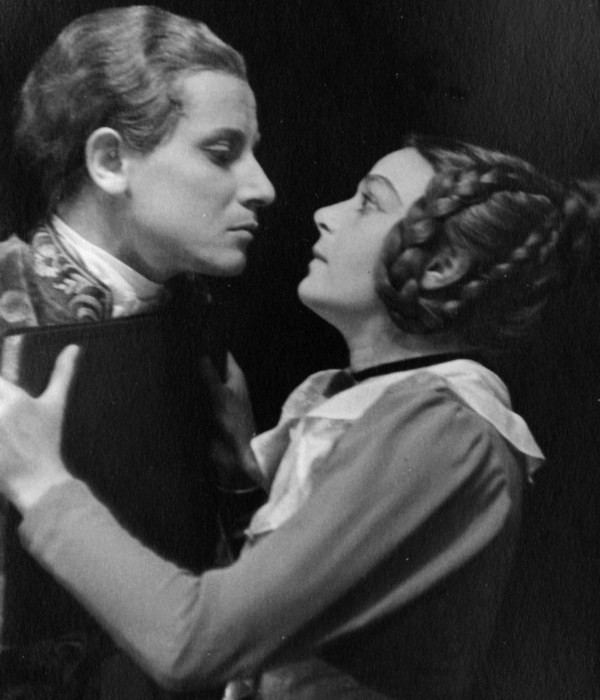
Mit D. Borsche in Die Mitschuldigen
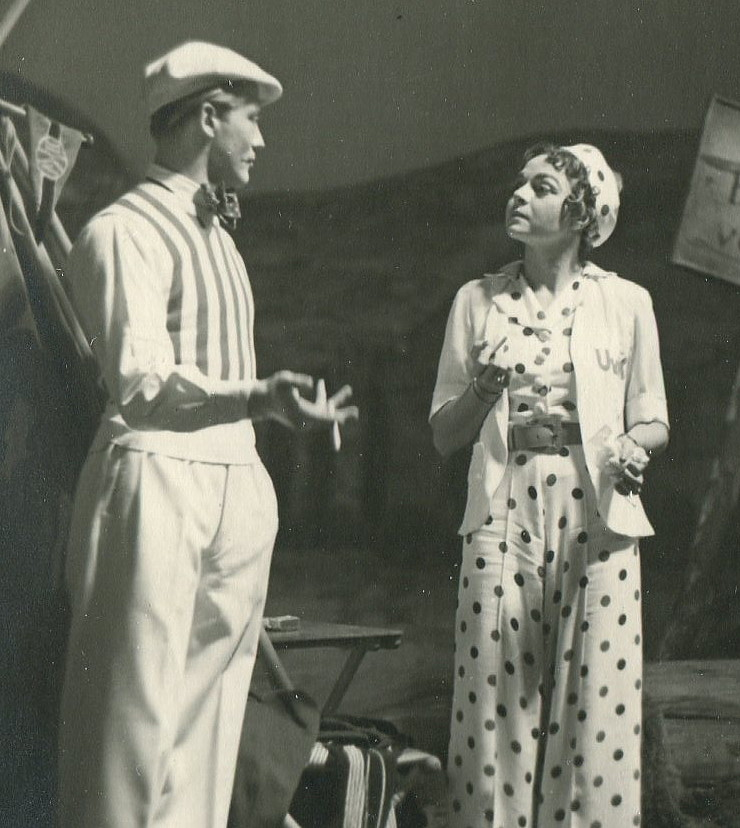
Mit Hans Christian Blech
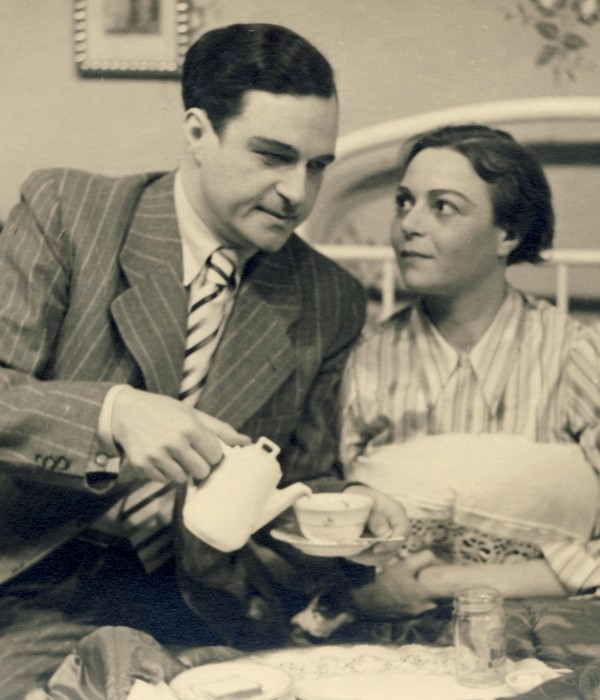
Mit Romano Merk in Die Primanerin